# Сонеты Уильяма Шекспира

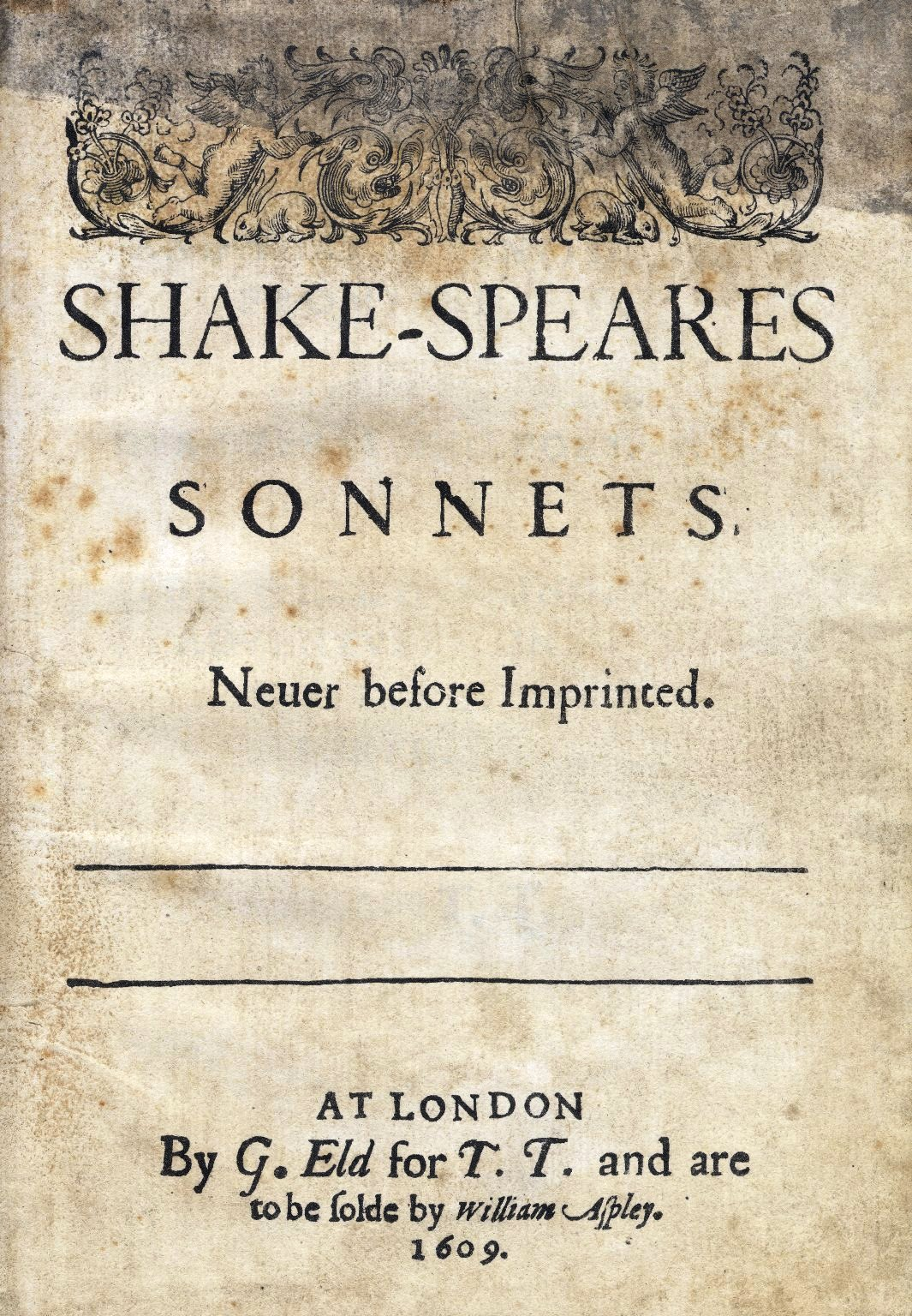
Титульный лист издания «Сонетов» 1609 года

Соне́ты Уи́льяма Шекспи́ра — стихотворения Уильяма Шекспира, написанные в форме сонета. Всего их 154 и бо́льшая часть написана в 1592—1599 годах. Впервые сонеты Шекспира были напечатаны в 1609 году, очевидно, без ведома автора. Однако два сонета появилось в печати ещё в 1599 году в пиратском сборнике «Страстный пилигрим». Это сонеты 138 и 144. 

## Группы
Весь цикл сонетов распадается на отдельные тематические группы:
- Сонеты, посвящённые другу: 1—126
  - Воспевание друга: 1—26
  - Испытания дружбы: 27—99
    - Горечь разлуки: 27—32
    - Первое разочарование в друге: 33—42
    - Тоска и опасения: 43—55
    - Растущее отчуждение и меланхолия: 56—75
    - Соперничество и ревность к другим поэтам: 76—96
    - «Зима» разлуки: 97—99

  - Торжество возобновлённой дружбы: 100—126
- Сонеты, посвящённые смуглой возлюбленной: 127—152
- Заключение — радость и красота любви: 153—154 (две обработки сюжета одной и той же эпиграммы Мариана Схоластика)

## Сонеты
Сонеты продолжают оставаться вплоть до наших дней загадкой, несмотря на бесчисленные исследования, самая знаменитая часть поэтического наследия Шекспира — его сонеты. Современникам они казались «сладкими как сахар». Этого было достаточно, чтобы разжечь жадность продавцов книг, и «книжный пират» по фамилии Джаггард несколько сонетов отпечатал в своём воровском издании ложно приписанного им Шекспиру «Страстного пилигрима» (1599). Другие сонеты попадаются в некоторых других хищнических изданиях пьес Шекспира. А в 1609 году «книжный пират» Торп достал полный экземпляр вращавшихся в литературных кругах сонетов Шекспира и издал их без разрешения автора.
Однако его ожидания нажиться не оправдались. Сонеты, видимо, не понравились широкой публике, потому что следующее издание их появилось только в 1640 г. А затем их до такой степени забывают и игнорируют, что такой добросовестный человек, как издатель классического собрания сочинений Шекспира (1773) Стивенс, не захотел их перепечатать. Он считал шекспировские сонеты аффектированно педантическим и просто скучным вздором и позднее выразился, что «самый строгий парламентский закон не мог бы даже принудительным путём доставить читателей» этим сонетам. И их действительно просто перестали читать или читали до такой степени невнимательно, что некоторые издатели сочинений Шекспира заявляли, будто в сонетах воспевается возлюбленная Шекспира, а один даже уверял, что королева Елизавета I.

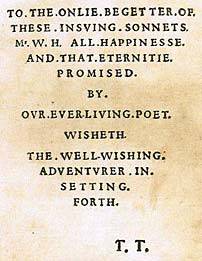
Посвящение сонетов загадочному мистеру W. H. Оно подписано издателем сонетов — Томасом Торпом

Только в конце XVIII века Мэлон обратил внимание на то, что в первых 126 сонетах даже нет речи о женщине, а воспевается мужчина, и только в последних 26 появляется и женщина. С первых лет XIX века пренебрежение к сонетам заменяется отношением противоположным, начало которому положил поэт Уильям Вордсворт. Он восторженно отозвался о поэтическом значении сонетов, а кроме того, усмотрел в них автобиографический отпечаток и считал, что «этим ключом отпирается сердце поэта». С лёгкой руки Вордсворта интерес к сонетам становится заразительным. Многие десятки исследователей с жаром отдаются заманчивой задаче заменить недостаток фактических данных об интимной жизни Шекспира изучением этой якобы летописи его сердечных переживаний. Но страстность интереса к сонетам внесла в исследование их столько легковерия и тенденциозности, что до известной степени вопрос о сонетах становится на одну доску с фантазиями Шекспира — Бэконовского вопроса (см. Шифр Бэкона).
Исследователи сонетов распадаются на два главных направления: одни всё в них считают автобиографическим, другие, напротив того, видят в сонетах чисто литературное упражнение в модном стиле, не отрицая, впрочем, автобиографического значения некоторых подробностей. В основе автобиографической теории лежит совершенно правильное наблюдение, что сонеты — не простое собрание отдельных стихотворений. Каждый сонет заключает в себе, конечно, нечто законченное, как цельное выражение одной какой-нибудь мысли. Но если читать сонет за сонетом, то несомненно видно, что они составляют ряд групп и что в пределах этих групп один сонет как бы является продолжением другого.
Так, первые 26 сонетов убеждают какого-то молодого, знатного и очень красивого юношу жениться, чтобы его красота не пропала и продолжала жить в его детях. Ряд сонетов прославляет этого юношу за то, что он оказывает поэту просвещённое покровительство, в другой группе идут горькие сетования на то, что другие поэты завладели покровительством высокого патрона. В отсутствие поэта покровитель завладел его возлюбленной, но он это ему прощает. Обращение к знатному юноше заканчивается в 126-м сонете, после чего начинает фигурировать смуглая дама, с чёрными как смоль волосами и чёрными глазами. Эта бездушная кокетка изменила поэту и завлекла его друга. Но кто же такой вельможный юноша и кто бездушная кокетка? Тут-то и начала работать фантазия исследователей и, перемешивая достоверное с полнейшим произволом в буквальном толковании поэтического символизма, дискредитировала значительнейшую часть автобиографической теории.
Из умеренных и обогативших шекспирологию ценными соображениями приверженцев автобиографической теории можно назвать Гервинуса, Ульрици, Фэрниваля, Свинбэрна, Даудена и среди русских учёных отчасти Н. И. Стороженко. Ярким же образчиком увлечений этой теорией может служить огромная глава о сонетах в книге Брандеса. С поражающим легкомыслием Брандес развил и разукрасил догадки одного из новейших исследователей и издателей сонетов Тайлера (Tyler, 1890). Тайлер, приняв давно высказанное некоторыми предположение, что в юноше-покровителе Шекспир вывел красавца-фаворита Елизаветы графа Пемброка, усматривает, кроме того, в «чёрной» красавице последних сонетов известную своими похождениями придворную даму Мэри Фиттон. И вот, пользуясь чисто литературными приёмами сонетов, Брандес дал целый роман о связи Шекспира с Фиттон и в горьком чувстве, оставленном её изменой, видит источник мрачного периода шекспировского творчества 1600—1609 гг. Чтобы характеризовать полную надуманность этого романа, помимо того, что в подтверждение его нет ни одного положительного факта, совершенно достаточно указать, что мнимый оригинал «чёрной» дамы — Мэри Фиттон на подлинном портрете своём светлая блондинка! Научное значение имеет в настоящее время только взгляд на сонеты как на одно из проявлений моды, эпидемически овладевшей литературными кружками в конце XVI века, под влиянием знакомства с литературой итальянской и французской. Впервые высказанный в 1850 году известным издателем Шекспира Чарльзом Найтом (Knight), этот взгляд затем получил поддержку со стороны таких высокоавторитетных, а главное — научно осторожных шекспирологов, как Стоунтон, Дайс (Dyce) и Делиус.

Из новейших сочинений установление теснейшей связи между сонетами Шекспира и сонетной литературой того времени блистательно проведено в самой авторитетной в настоящее время биографии Шекспира, принадлежащей Сидни Ли (1898). Сравнительное сопоставление сонетов Шекспира с сонетами других английских сонетистов, особенно Даниэля, с полной очевидностью показало, что множество мотивов, поэтических мыслей и сравнений Шекспир заимствовал у своих предшественников с той же лёгкостью, с какой он заимствовал и сюжеты своих драм. Правда, как и в драмах, он значительно углубил содержание своих заимствований и придал им такой блеск, что занял первое место в ряду английских сонетистов. Но, во всяком случае, об автобиографичности уже не может быть тут речи. Всего характернее, конечно, что вся знаменитая «чёрная» дама, с её «чёрной» изменой и проклятиями поэта по её адресу, целиком взята из сонетов известного Филиппа Сидни, который в свою очередь взял её у сонетистов французских и итальянских. Но, может быть, сильнее всяких учёных доводов против любовной теории происхождения сонетов Шекспира говорит простое эстетическое чувство. 

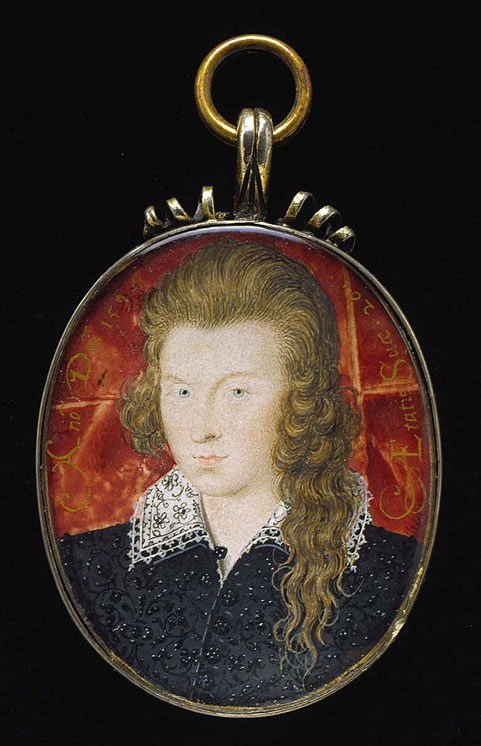
Генри Ризли, 3-й граф Саутгемптон в 21 год. Покровитель Шекспира и один из возможных адресатов сонетов («Fair Youth»).

Как восторженно ни относиться к их художественным совершенствам, нельзя, однако, отрицать, что эти произведения очень рассудочно отточенные и условные. И вот думается: Шекспир, бессмертный певец любви и страсти во всех её видах, так потрясающий зрителя и читателя изображением чужой любовной горячки, неужели же он собственное глубокое горе выразил бы в таких холодных, придворно-галантных формах? Отвергая автобиографичность мнимого романа шекспировских сонетов, научно осторожная критика нимало, однако, не думает отвергать автобиографичность некоторых отдельных черт их. Так, например, в той горечи, с которой Шекспир говорит о пренебрежении к актёрскому званию, конечно, сказалось личное чувство. Точно так же вполне реальное лицо герой «мужских» сонетов. Не прибегая ни к каким аллегориям, Шекспир весьма определённо прославляет своего молодого, знатного покровителя и мецената. Он его не называет по имени, но мы знаем, что около 1594 года, когда возникают первые сонеты, у драматурга был один только покровитель — Саутгемптон и все, что говорится о нём в сонетах, вполне совпадает с биографическими данными о молодом графе. Если Шекспир говорит о своём покровителе в таком нежно-восторженном тоне, что невнимательные издатели XVIII в. усмотрели тут любовное объяснение женщине, то это потому, что такова была манера сонетного жанра. К тому же слова «любовь» (love) и «любовник» (lover), так часто попадающиеся в «мужских» сонетах Шекспира, в то время имели значение просто дружбы.

## Издания
- Шекспир У. Сонеты / изд. подгот. А. Н. Горбунов, В. С. Макаров, Е. А. Первушина, В. С. Флорова, Е. В. Халтрин-Халтурина ; отв. ред. А. Н. Горбунов. М. : Наука, 2016. (Литературные памятники). ISBN 978-5-02-039223-6 (в пер.)